# Epicephala flagellata
Epicephala flagellata är en fjärilsart som beskrevs av Edward Meyrick 1908. Epicephala flagellata ingår i släktet Epicephala och familjen styltmalar.
Artens utbredningsområde är Sri Lanka. Inga underarter finns listade i Catalogue of Life.